# Linia kolejowa Benešov u Prahy – Trhový Štěpánov
Linia kolejowa Benešov u Prahy – Trhový Štěpánov (Linia kolejowa nr 222 (Czechy)) – jednotorowa, niezelektryfikowana linia kolejowa o znaczeniu regionalnym w Czechach. Łączy Benešov u Prahy ze stacją Trhový Štěpánov. Przebiega w całości na terytorium kraju środkowoczeskiego.